# Tierradentro
Die Region Tierradentro liegt in einem schwer zugänglichen Teil der kolumbianischen Zentralkordilleren. Tierradentro ist das traditionelle Siedlungsgebiet der Páez-Indianer (Eigenbezeichnung: Nasa), die von Landwirtschaft leben.
Bei San Andrés de Pisimbalá (im Nachbartal von Inzá) liegt mit dem Parque Arqueológico Nacional de Tierradentro eine der wichtigsten archäologischen Fundstätten Kolumbiens. Seit 1995 steht der Park auf der UNESCO-Liste des Welterbes der Menschheit.
Im Parque arqueológico finden sich die Überreste der sogenannten Tierradentro-Kultur. Über diese Kultur ist wenig bekannt. Charakteristisch sind die in den Fels getriebenen Schachtgräber, die bis zu fünf Meter tief sind. In den Seitennischen der Grabkammern wurden bis zu 100 Urnen gefunden. Die Wände der am besten erhaltenen Kammern sind mit geometrischen Mustern in Weiß, Schwarz und Rot bemalt.